# Libertà vigilata
La libertà vigilata è una misura di sicurezza contemplata dall'art. 228 del codice penale italiano.

## Utilizzo
Essa si applica a coloro ai quali, sia imputati o condannati per reato ed anche non imputabili, sia stata comunque riconosciuta una pericolosità sociale (art. 133 c.p.p.) da un tribunale o da un giudice. L'esecuzione del provvedimento spetta al magistrato di sorveglianza. L'applicazione della misura prevede una serie di limitazioni alla libertà personale dell'individuo, atte ad impedirne la recidività nelle condotte di pericolosità e a favorire il suo riadattamento sociale grazie alle misure di controllo e sostegno dell'U.E.P.E. Le misure possono variare da caso a caso ma in genere contemplano l'obbligo di dimora (art. 190 disp.att.c.p.p.), la reperibilità, l'obbligo di lavoro, il divieto di possedere o usare armi o altri oggetti ritenuti pericolosi, e altri obblighi di condotta ritenuti più idonei. Il giudice deve verificare entro il termine del provvedimento se il soggetto ha superato le sue ragioni di pericolosità, ponendo fine alle limitazioni imposte dalla libertà vigilata, oppure prolungarne la durata e provvedere a nuovi accertamenti a sua discrezione. In caso di trasgressione il giudice può revocare i benefici di buona condotta e disporre la ricondotta nei luoghi di detenzione o l'assegnazione in case di lavoro o colonie agricole (art. 230 c.p.).
Come in Italia, anche in molti altri paesi esistono analoghe misure alternative alla detenzione, il cui rispetto è affidato anche a mezzi di controllo avanzati, quali la videosorveglianza o il braccialetto elettronico.

## Disciplina
Alla persona in stato di libertà vigilata sono imposte dal giudice prescrizioni idonee ad evitare le occasioni di nuovi reati.
Tali prescrizioni possono essere dal giudice successivamente modificate o limitate.
La sorveglianza deve essere esercitata in modo da agevolare, mediante il lavoro, il riadattamento della persona alla vita sociale.
La libertà vigilata non può avere durata inferiore a un anno.
Per la vigilanza sui minori si osservano le disposizioni precedenti, in quanto non provvedano leggi speciali. (art.228 c.p.)»